# Sản xuất hàng hóa trong nông nghiệp
Sản xuất hàng hóa nông nghiệp là quá trình sản xuất ra sản phẩm để buôn bán, trao đổi với người khác, với xã hội nhằm mục tiêu lợi nhuận.

## Phân loại
- Sản xuất hàng hóa giản đơn: là quá trình sản xuất hàng hóa ở trình độ thấp.
  - Sản phẩm được gọi là hàng hóa chỉ là ngẫu nhiên.
  - Trình độ của kỹ thuật sản xuất lạc hậu, phân công lao động thấp.
  - Sản xuất hàng hóa giản đơn được tiến hành bởi nông dân sản xuất nhỏ, thợ thủ công cá thể.
- Sản xuất hàng hóa lớn: là hình thức sản xuất ở trình độ cao,thể hiện mục đích của người sản xuất.
  - Sản phẩm trở thành hàng hóa từ trước khi quá trình sản xuất diễn ra.
  - Trình độ kỹ thuật, trình độ phân công lao động cao trong sản xuất hàng hóa lớn cao hơn.

## Điều kiện có và tồn tại của sản xuất hàng hóa
- Sự phân công lao động xã hội.
- Sự tách biệt tương đối về mặt kinh tế của những người sản xuất.

## Chỉ tiêu phản ánh trình độsản xuấthàng hóa
- Chỉ tiêu tỷ suất sản xuất hàng hóa tính bằng tỷ lệ về mặt hiện vật.
- Chỉ tiêu tỷ suất giá trị sản phẩm hàng hóa.
- Chỉ tiêu quy mô giá trị sản phẩm hàng hóa.
- Chỉ tiêu cơ cấu giá trị nông sản hàng hóa.

## Nhân tố ảnh hưởng
- Trình độ chuyên môn hóa sản xuất,trình độ phân công lao động nông nghiệp.
- Khối lượng tổng sản phẩm và tốc độ tăng trưởng của nó.

## Ý nghĩa kinh tế
- Thúc đẩy nhanh quá trình phân công lao động trong nông nghiệp.
- Kích thích quá trình đổi mới công nghệ trong sản xuất.
- Tạo tiền đề vật chất khách quan biến đổi tận gốc rễ bộ mặt kinh tế - xã hội ở nông thôn.